# Germán Medina Acosta
Germán Medina Acosta (ur. 25 lutego 1958 w Bogocie) – kolumbijski duchowny katolicki, w latach 2021–2024 biskup pomocniczy Bogoty, biskup Engativá od 2024.

## Życiorys

### Prezbiterat
Święcenia kapłańskie otrzymał 11 czerwca 1983 i został inkardynowany do archidiecezji Bogota. Pracował głównie jako duszpasterz parafialny, był także m.in. diecezjalnym duszpasterzem młodzieży, wychowawcą i rektorem seminarium, wikariuszem biskupim dla Wikariatu San Pedro oraz wikariuszem generalnym archidiecezji.

### Episkopat
11 czerwca 2021 papież Franciszek mianował go biskupem pomocniczym archidiecezji Bogota ze stolicą tytularną Aradi. Sakry udzielił mu 14 sierpnia 2021 arcybiskup Luis José Rueda Aparicio.
29 czerwca 2024 został mianowany biskupem diecezji Engativá. Ingres odbył 23 sierpnia 2024. Od lipca 2024 jest sekretarzem generalnym kolumbijskiej Konferencji Episkopatu.